# René Delannoy
Pour les articles homonymes, voir Delannoy.
René François Delannoy, né à Lille (Nord) le 6 juin 1882 et décédé le 11 mars 1960, est un architecte lillois.

## Biographie
Il est élève à l'École nationale des beaux-arts, élève de Constant Moyaux puis de Louis-Jean Hulot (2e classe en 1905, 1re classe en 1907), diplômé le 20 novembre 1909. Ses études sont subventionnées par la ville de Lille.
Il devient en 1912 professeur de géométrie au département Architecture de l'école des beaux-arts de Lille.
Il est mobilisé du 11 août 1914 au 18 mars 1919 en tant que sous-officier. Il subit une blessure d'un éclat d'obus à la tête en 1916. Il obtient la Croix de guerre 14-18, et devient chevalier de la Légion d'honneur en 1934. Dans les années 1920, il réalise des monuments aux morts.
À partir de 1925, il construit un très grand nombre de bâtiments publics pour les P.T.T, l’Université et la ville de Lille souvent dans le style Art Déco. Il fut président du groupe régional du Nord de la société des architectes diplômés du gouvernement (SADG).
Son fils Pierre-François Delannoy (1921-1997) également architecte lui succède.

## Principales constructions
- 1909 : monument aux victimes de la catastrophe de Courrières avec Jean Goniaux,  Inscrit MH[5]
- 1926-1930 : église paroissiale Saint-Vaast à La Bassée, d'Auguste Corbeau et Léon Debatte[6]. Clocher réhabilité au sein d'une réédification à neuf au début des années 2000.
- 1928 : central téléphonique Boitelle avenue du Président-Hoover à Lille[7]
- 1929 : hôtel des postes de Saint-Quentin[8]
- vers 1930 : Bureau central téléphonique automatique 95 boulevard Carnot et la Poste rue Paul-Duez à Lille
- 1931 : bâtiment de télécommunication, 12 rue Foch à Marcq-en-Barœul[9]
- 1932 : hôtel des postes de Valenciennes
- 1934 : école de plein-air Désiré-Verhaeghe, rue du Capitaine Michel à Lille
- 1934 : résidence Georges-Lefèvre, 2 boulevard du Docteur-Calmette à Lille
- 1934 : institut de mécanique des fluides, 5 boulevard Paul-Painlevé à Lille[10]
- 1937 : faculté de Médecine, rue Paul-Duez à Lille
- 1935-1939 : poste centrale de Tourcoing[11]